# Stesichora nivea
Stesichora nivea är en fjärilsart som beskrevs av Warren. Stesichora nivea ingår i släktet Stesichora och familjen Uraniidae. Inga underarter finns listade i Catalogue of Life.